# نشان رسمی سوریه
نشان رسمی سوریه (به عربی: شعار سوريا) شامل یک عقاب طلایی رنگ است که سرش به‌سمت چپ قرار دارد و سه ستاره پنج‌پر در بالای سر آن به‌صورت قوسی چیده شده‌اند. بال‌های عقاب شامل ۱۴ پر است که نماد ۱۴ استان این کشور است. این نشان رسماً در ۳ ژوئیه ۲۰۲۵ تصویب شد.
از زمان تأسیس جمهوری سوریه در ۱۴ مه ۱۹۳۰ تا زمان تصویب طرح فعلی، سوریه از نشان‌های مختلفی استفاده می‌کرد، اما همه آنها شامل یک حامی (اغلب شاهین قریش) با سپری بود که نام رسمی کشور به عربی روی طوماری در زیر آن نمایش داده می‌شد.

## تاریخچه

نشان رسمی  پادشاهی عربی سوریه (۱۹۱۹–۱۹۲۰)
جمهوری نخست سوریه (۱۹۴۵–۱۹۵۸)
جمهوری متحد عربی (۱۹۵۸–۱۹۶۱)
جمهوری دوم سوریه (۱۹۶۱–۱۹۶۳)
سوریه بعثی (۱۹۶۳–۱۹۷۲)
سوریه بعثی (۱۹۷۲–۱۹۸۰)
سوریه بعثی (۱۹۸۰–۲۰۲۴)
سوریه (۲۰۲۴–۲۰۲۵، دفاکتو)
سوریه
(۲۰۲۵–اکنون)